# Chiloscyphus mancus
Chiloscyphus mancus là một loài Rêu trong họ Lophocoleaceae. Loài này được Mont. mô tả khoa học đầu tiên năm 1856.